# Дхарамсала
Дхарамсала или Дхарамшала е град в централна административна област Кангра, щат Химачал Прадеш, Индия. Той е бил известен като Багсу. Тук живее 14-ия Далай Лама и се намира седалището на Централната тибетска администрация (Тибетското правителство в изгнание). Град Дхарамсала е на 18 km от Кангра.
Дхарамсала е един от стоте индийски „умни градове“, избрани за да се развиват под опеката на Нарендра Моди в Мисията за създаване на градове с интернет и нови технологии.

## Описание
Дхарамшала е град, в горния край на долината Кангра, е заобиколен от гъста иглолистна гора, състояща се главно от величествени хималайски кедрови дървета. Предградията включват Маклеод Гандж, Бхагсунат, Дхарамкот, Нади, Форсайт Гандж, Базар Котвали (където е основният пазар), Качери Ада (тук се намират държавните учреждения, като съд, полиция, поща и т.н.), Дари Рамнагар, Сидхпур и Сидхбари (където се заселва Оджиен Тринлей Дордже).
Намиращото се в горния край Маклеод Гандж е прочуто по целия свят като мястото, където пребивава 14-ия Далай Лама. На 29 април 1959 г. Тензин Гяцо създава тибетската администрация в изгнание на в северноиндийската планинска станция Мусури. През май 1960 г. Централна тибетски администрация (ЦТА) е преместена в град Дхарамшала.
Дхарамшала е център на тибетските изгнаници от целия свят. След тибетското въстание през 1959 г. е имало наплив на тибетски бежанци, които последвали пътя на изгнание на Далай Лама. Неговото присъствие и тибетското население правят Дхарамсала популярна дестинация за индийски и чуждестранни туристи, включително студенти, учещи в Тибет.
Една от основните атракции на Дхарамсала е хълм Триунд. Съкровището Триунд е на един ден преход в горната част на Маклеод Гандж или на 9 км предградието.

## Етимология
Дхарамшала (деванагари: धर्मशाला; ITRANS: Dharamshala; FAST: Dharmaśālā) е индийска дума (получена от санскрит), която е съединение на думите дхарма (धर्म) и шала (शाला). Грубо се превежда като „духовно жилище“ или „светилище“.
В стандартния индийски език думата Дхарамшала се използва за означение на подслон или къща за почивка за духовни поклонници. Тези дхарамшали (почивни станции за поклонниците) са често построени в близост до поклоннически свещени места (най-често в отдалечени райони), за даване на посетителите място за спане за през нощта. Когато първото постоянно селище е създадено на мястото, сега наречено Дхарамшала е имало къща на един такъв поклонник.